# Arne Garborg
Arne Garborg (születési nevén Aadne Eivindsson Garborg; Time község, 1851. január 25. – Asker község, 1924. január 14.) norvég író. Garborg erősen támogatta a Landsmål, mai megnevezésével a nynorsk nyelven való írásokat az irodalomban, ő volt például az, aki lefordította az Odüsszeiát nynorsk nyelvre. 1877-ben megalapította a Fedraheimen című lapot, amely számos különböző ágazatban sürgetett változásokat, mint például a mezőgazdasági, a politikai, vallási, nyelvi és társadalmi témakörökben.  Felesége Hulda Garborg volt.
Azt mondják, hogy pénzért bármit megvehetsz, de ez nem így van. Vehetsz élelmet, de nem vásárolhatsz étvágyat, vehetsz gyógyszert, de nem vehetsz egészséget, vehetsz tudást, de nem vásárolhatsz bölcsességet, vehetsz csillogást, de nem vehetsz szépséget, vehetsz szórakozást, de nem vásárolhatsz élvezetet, vehetsz ismerősöket, de nem vásárolhatsz barátokat, vehetsz szolgákat, de nem vásárolhatsz hűséget, vehetsz szabadidőt, de nem vehetsz nyugalmat. Mindennek megszerezheted a külsejét, de a lényegét nem.

## Élete és munkássága

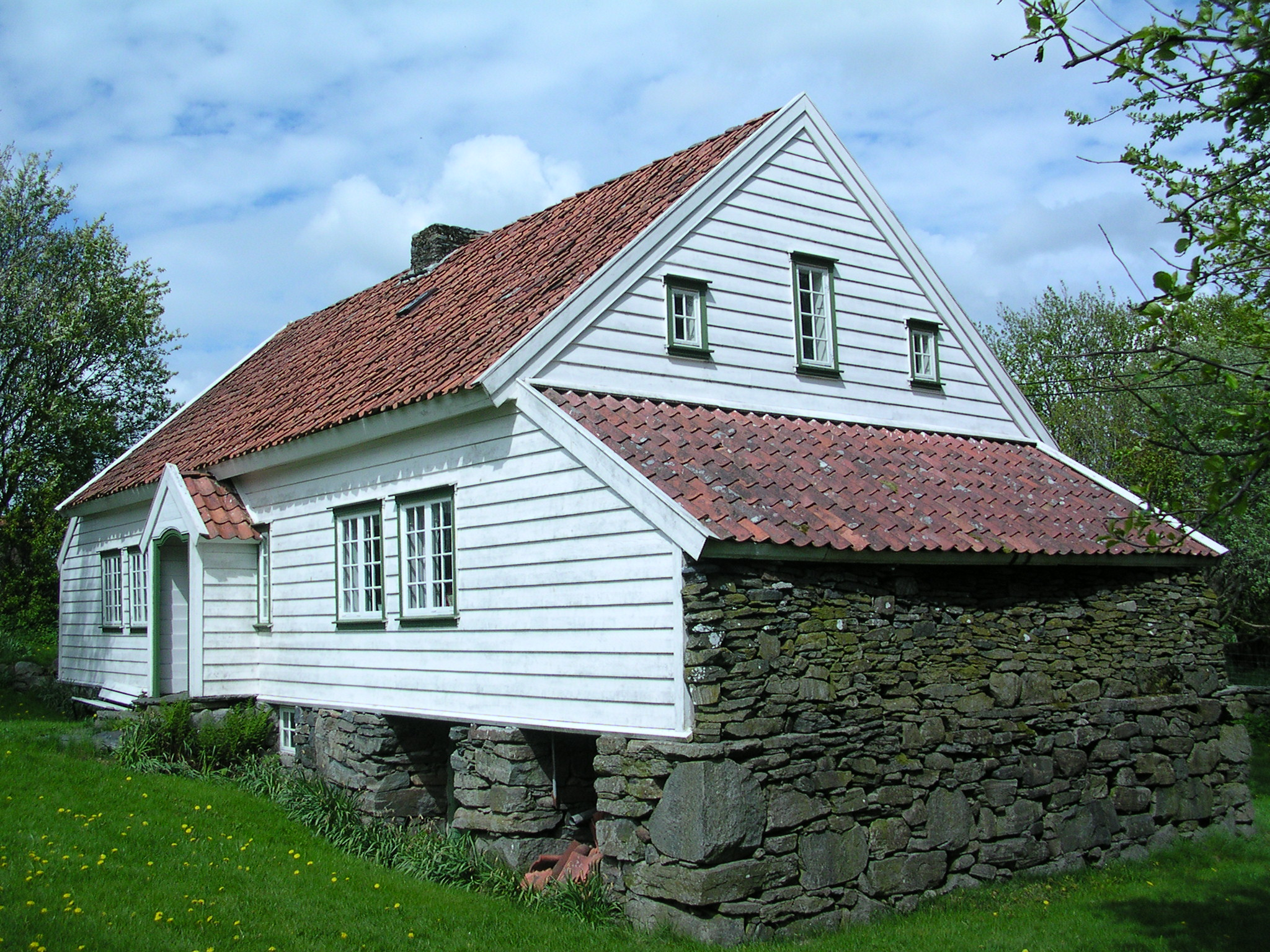
Az író háza Jærenben ma múzeum

Garborg a Garborg farmon nőtt fel Undheim mellett, Time területén, Jæren kistérségben, Rogaland megyében. Nyolc testvérével cseperedett fel. Annak ellenére, hogy inkább íróként vált ismertté, újságosként kezdte pályafutását. 1872-ben megalapította a Tvedestrandsposten, majd 1877-ben a Fedraheimen című lapot, melynek főszerkesztője volt egészen 1892-ig. Az 1880-as években a Dagbladet újságírója volt.
Regényei mélyenszántóak és megérintenek, míg esszéi érthetőek és éleslátásról tesznek tanúbizonyságot. Sosem hajlott arra, hogy tisztázza ezen ellentmondást. Munkái a hétköznapi élet kérdéseiről szólnak, ide értve a vallás szerepéről a modern világban, az európai és a nemzeti azonosság összeférhetőségéről, valamint arról a képességről, hogy a közemberek hogyan vehetnének részt a politikai folyamatokban és döntésekben.
2012-ben nyílt meg a Garborg Center Bryneben, time településen. Arne filozófiájának és irodalmi műveinek, valamint feleségének, Huldának állít emléket. A Garborgheimenben, Labråtenben, Kolbotnben és Knudaheióban lévő otthonai ma múzeumként működnek.

## Művei
- Ein Fritenkjar (1878)
- Bondestudentar (1883)
- Forteljingar og Sogar (1884)
- Mannfolk (1886)
- Uforsonlige (1888)
- Hjaa ho Mor (1890)
- Kolbotnbrev (1890) (levelek)
- Trætte Mænd (1891)
- Fred (1892)
- Jonas Lie. En Udviklingshistorie (1893)
- Haugtussa (1895) (Poetry)
- Læraren (1896)
- Den burtkomme Faderen (1899)
- I Helheim (1901)
- Knudahei-brev (1904) (levelek)
- Jesus Messias (1906)
- Heimkomin Son (1906)
- Dagbok 1905-1923 (1925;1927) (napló)
- Tankar og utsyn (1950) (esszék)

## Fordítás
- Ez a szócikk részben vagy egészben  az   Arne Garborg című angol Wikipédia-szócikk ezen változatának fordításán alapul.  Az eredeti cikk szerkesztőit annak laptörténete sorolja fel. Ez a jelzés csupán a megfogalmazás eredetét és a szerzői jogokat jelzi, nem szolgál a cikkben szereplő információk forrásmegjelöléseként.